# 赫鲁希夫卡 (扎波罗热区)
48°2′10″N 35°10′30″E / 48.03611°N 35.17500°E
赫魯希夫卡（烏克蘭語：Грушівка）是位於烏克蘭東南部的村莊，由扎波羅熱州扎波羅熱区的彼得羅-米哈伊利夫卡市鎮負責管轄。該村面積0.49平方公里，2001年人口153，人口密度每平方公里311人。